# Chaxiraxi

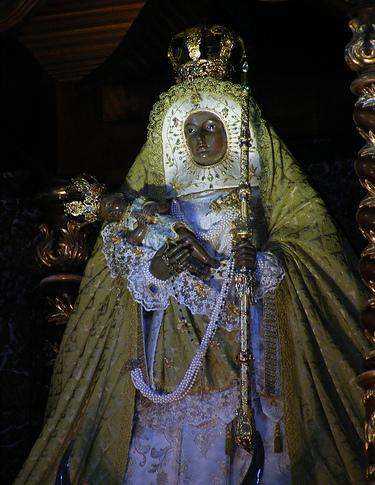
Jungfrau von Candelaria

Chaxiraxi war der Name einer Göttin der Ureinwohner der Insel Teneriffa (Kanarische Inseln), den Guanchen, welche auch als Mutter der Sonne bekannt ist.
Das Bild der Jungfrau von Candelaria, erschienen im Jahre 1400 oder 1401, wurde von den Eingeborenen mit dieser Göttin identifiziert. Sie ist auch Gottheit der 2001 gegründeten religiösen Organisation Kirche des Guanchenvolkes.

## Referenzen
1. ↑  Los primitivos habitantes de Canarias: la religión (Memento des Originals vom 15. September 2021 im Internet Archive)  Info: Der Archivlink wurde automatisch eingesetzt und noch nicht geprüft. Bitte prüfe Original- und Archivlink gemäß Anleitung und entferne dann diesen Hinweis.
2. ↑  La madre del sustentador del cielo y la vida": una divinidad sincrética. (Aculturación religiosa en el conjunto arqueológico de Achbinico-Candelaria, Tenerife)